# Arica và Parinacota (vùng)
Vùng XV Arica và Parinacota  (tiếng Tây Ban Nha: XV Región de Arica y Parinacota) là một trong 15 vùng, là đơn vị hành chính cấp I của Chile. Vùng này nằm tận cùng về phía Bắc của Chile, nó tiếp giáp với vùng Tacna của Peru về phía bắc, các khu La Paz và Ocuro của Bolivia về phía đông, Tarapacá về phía nam, trong khi phía tây là Thái Bình Dương. Đây cũng là một trong hai vùng mới nhất được thành lập vào ngày 8 tháng 10 năm 2007. Trước đây nó là một phần của vùng Tarapacá và cả hai đều là một tỉnh cũ của Peru mà sau đó đã bị chiếm đóng bởi Chile theo Hiệp ước Ancón năm 1883 sau cuộc Chiến tranh Thái Bình Dương, và sau đó chính thức sáp nhập vào Chile vào năm 1929 theo Hiệp ước Lima.

## Quản lý
Năm 2007, vùng Arica và Parinacota được chia tách trên cơ sở hai tỉnh phía bắc của Tarapacá là tỉnh Arica, Parinacota
| Vùng                | Tỉnh      | Xã      | Diện tích (km²)                                           | Dân số (2002)                                             | Website |
| ------------------- | --------- | ------- | --------------------------------------------------------- | --------------------------------------------------------- | ------- |
| Arica và Parinacota |           |         |                                                           |                                                           |         |
|                     | Arica     |         |                                                           |                                                           |         |
|                     | Camarones | 3.927   | 1.220                                                     | link Lưu trữ ngày 28 tháng 8 năm 2010 tại Wayback Machine |         |
| Arica               | 4.799     | 185.268 | link Lưu trữ ngày 21 tháng 9 năm 2010 tại Wayback Machine |                                                           |         |
| Parinacota          |           |         |                                                           |                                                           |         |
|                     | Putre     | 5.903   | 1.977                                                     | link                                                      |         |
| General Lagos       | 2.244     | 1.179   | link Lưu trữ ngày 25 tháng 2 năm 2010 tại Wayback Machine |                                                           |         |

## Nhân khẩu học

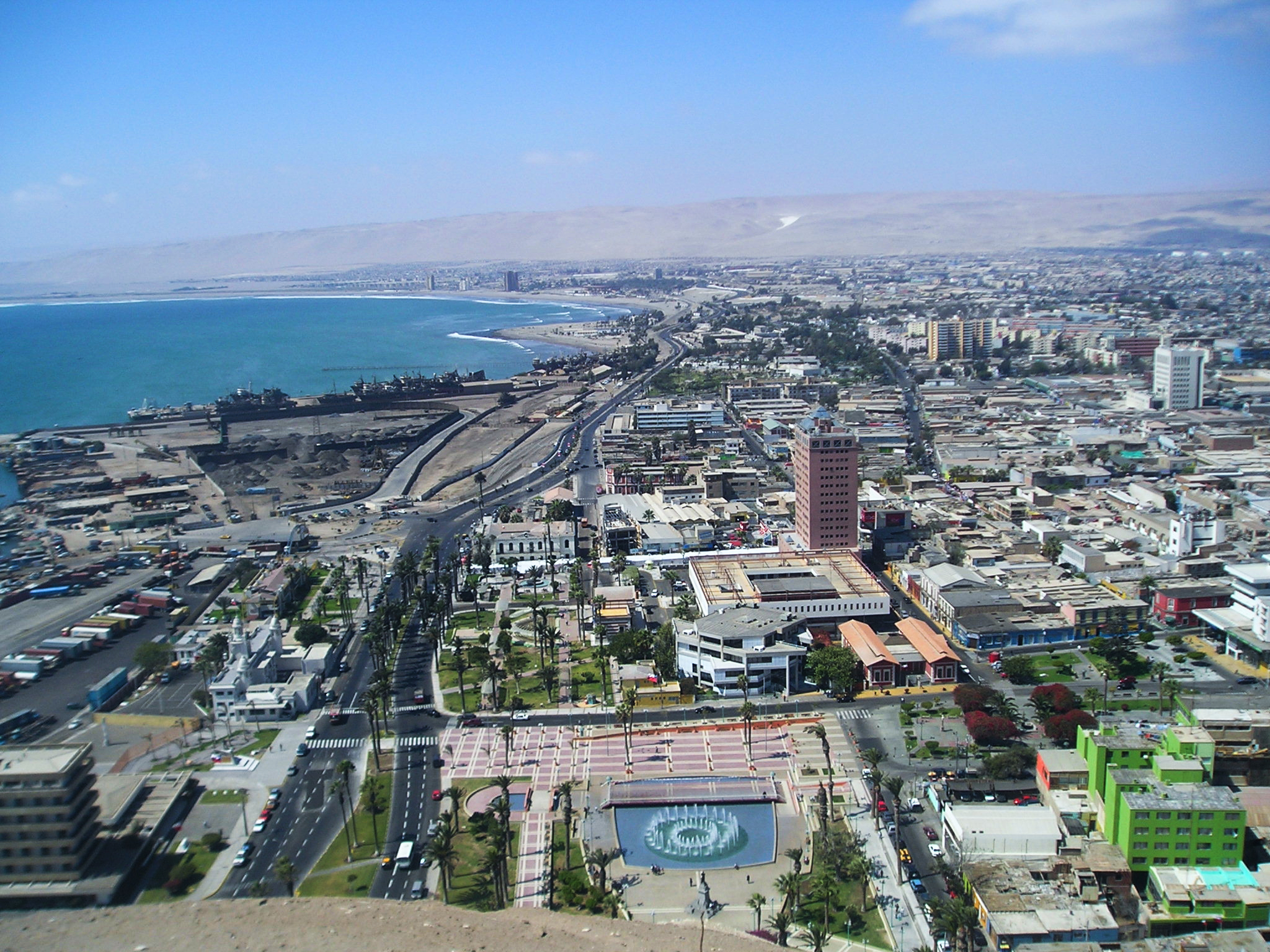
Thủ phủ Arica.

Theo số liệu từ Tổng điều tra năm 2002, khu vực này là có dân số là 189.644 người. Mật độ của nó là 11,2 người/km ².
Các dân tộc tại đây bao gồm các dân tộc bản địa Chile là người Quechua, Aymara, Atacameno, Diaguita, Mapuche và Kaweskar (Alacaluf hoặc Qwakshar). Một số lượng lớn người nhập cư từ các nước láng giềng Peru, Bolivia, Ecuador và Colombia, người gốc Á (chẳng hạn như Trung Quốc và Nhật Bản), người Ả Rập từ Liban, Palestine và Syria. Hầu hết người Chile gốc Phi sinh sống tại tỉnh Arica, là hậu duệ của những người nô lệ châu Phi trong thế kỷ 17-18. Có một số lượng lớn người Romani trong tỉnh Arica có nguồn gốc từ Đông Âu vào cuối thế kỷ 19.
Arica là thành phố đông dân nhất, với 175.441 người đồng thời cũng là thủ phủ của vùng.